# Timfi-hegység
A Timfi-hegység, röviden Timfi (görögül: Τύμφη) a Píndoszhoz tartozó hegység Görögország északnyugati részén, Joánina prefektúra területén mindössze néhány kilométerre délre a 40. északi szélességi foktól. A Timfi-masszívum legmagasabb csúcsa a 2497 méteres Gamila (I).
A hegység a Vikosz–Aóosz Nemzeti Park részét képezi, déli részén található a híres Vikosz-szurdok, amelyet évente több mint 100 000 turista keres fel. [4] A hegység a névadója az azonos nevű volt önkormányzatnak, a Tymphaea néven ismert ősi görög régiónak és az ókori Épeirosz egyik törzsének.

## Földrajza
A Timfit különféle hegységek veszik körül, amelyek szintén az Píndosz-hegység északi részét képzik. Tymfitől északkeletre fekszik a Píndosz legmagasabb hegye, a Szmólikasz. A Trapezica-hegy északon fekszik, keleten Lügkosz és délen Mitszikeli hegyei magasodnak. Az Aóosz folyó északól, mellékfolyója, a Voidomatisz pedig délnyugatról határolja a hegységet, a Vikosz-szurdokot ez utóbbi alakította ki. A hegység hossza kelet-nyugat irányban megközelítőleg 20-25 km, szélessége pedig északról délre körülbelül 15 km. A hegy déli és délkeleti lejtői viszonylag lankásak, az északi oldal azonban 400 métert is elérő sziklafalakat alkot, de a nyugati oldal  is ugyanolyan meredek, mivel a szurdok több száz méteres falai húzódnak itt. 
A masszív területén számos 2400 métert is meghaladó csúcs található. Nyugatról keletre a legmagasabbak a következők: a 2436 méteres Asztraka, a 2377 méter magas Plószkosz, a főcsúcs, a 2497 méteres  Gamila (I), a nála 17 méterrel alacsonyabb Gamila ΙΙ, ezt követi a Karterosz (2478 m), a Megala Litharia (2467 m), a Tszouka Rossza (2379 m) és Gkoura, (2466 m).
Az Asztraka kivételével a csúcsok északról északkeletre helyezkednek el, déli lejtőikkel fennsíkot alkotnak, így az egyetlen déli fekvésű csúcsként északi oldalával uralja a fennsík látképét. Egy nyári hónapokban működő menedékház az Asztraka és a Lapatosz csúcsai közötti hegyszorosban helyezkedik el 1950 méteres magasságban. A területen több tó található, amelyek közül néhány a nyár folyamán kiszárad. Azok közül, amelyek az egész év folyamán vízzel teliek maradnak, a leghíresebb a Drakolimni (jelentése Sárkány-tó), amely a gleccserek visszahúzódása után jött létre, nevét valószínűleg a benne élő alpesi gőtékről kapta. 2000 méteres magasságban található Plószkosztól északnyugatra, maximális mélysége 4,95 méter míg a vízfelszíne 1 hektár.

### Geológiája
A Timfi-hegység  törésvonalak mentén kiemelkedő hegytömbökből és meredélyek sorozataként épül fel, és nagyrészt paleocén-eocén mészkőből áll, valamint némi campaniai és jura kori dolomit és mészkő található az északi sziklafalon. Az alsó lejtőkön a fiatalabb flis kőzetek dominálnak, amelyek vékony homokkőből és az azt átszövő puhább iszapkőből álló rétegek tarkítanak. A késő negyedidőszakban a hegység felsőbb területein kiterjedt eljegesedésnek kedvező körülmények uralkodtak, kb. 28 000 évvel ezelőtt. A glaciális táj jól fejlett, különösen a Timfi déli lejtőin, az Asztraka-Gamila-fennsíkon, valamint a Szkamneli és Tszepelovo falvak feletti hegyvidéki terepen, ahol az oldal- és a végmorénák alkotják a tájkép legjellemzőbb elemeit. Az eljegesedés további formái közé tartoznak a sziklagleccserek és a karrmezők, amelyek a tengerszint felett 850 méteres magasságig nyúlnak le.
A Gamila és Asztraka csúcsának közelében fekvő Papingo falu környékén számos függőleges aknabarlang és zsomboly található. Némelyikük a mitológiából ihletett neveket viseli, például Odüsszeusz barlangja és Eposz szakadéka. Ezeket a járatokat önkéntes barlangászok tanulmányozzák és tárják fel. A 408 méter mélységű, a világ egyik, valamint Európa abszolút legmélyebb egytagú aknájával rendelkező Provatina barlangját először 1965-ben fedezték fel a Cambridge-i Egyetem Barlangászklubjának brit barlangkutatói, és azóta számos expedíció foglalkozott a felmérésével, köztük magyar önkéntesek is. A közeli Eposz szakadéka nevű zsomboly 451 méteres mélységbe vezeti el a környező fennsíkokról érkező vizet, nagyobb mélysége ellenére több kisebb összefüggő aknajáratból áll.

### Éghajlata
Magán a hegyen nincs meteorológiai mérőállomás, a legközelebbi pedig Papingo faluban található. A hegységet is magában foglaló Vikosz–Aóosz Nemzeti Park éghajlata mediterrán, de átmeneti jegyeket is mutat a kontinentálissal. A mediterrán jelleget a csapadék éves eloszlása mutatja, amelynek mennyisége igen magas a téli hónapokban, nyáron viszont két-három hónapos aszályos időszakok tapasztalhatóak. A kontinentális éghajlatra jellemző elem az éves hőmérsékleti ingadozás nagy amplitúdója, amely olyan mértékű, hogy az átlagos maximális és az átlagos minimum éves középhőmérséklet közötti különbség meghaladja a 40 °C-ot. Rendkívül alacsony hőmérséklet fordul elő a környéken a téli hónapokban. A mediterrán bioklimatikus megosztottsághoz képest a terület a hideg telű nedves zónába tartozik. A hegyvidék éghajlati körülményei jelentősen eltérhetnek az ugyanazon a területen fekvő alacsonyabb régiók körülményeitől. A tél különösen zord, és a hegyeket ősztől május végéig hó borítja.

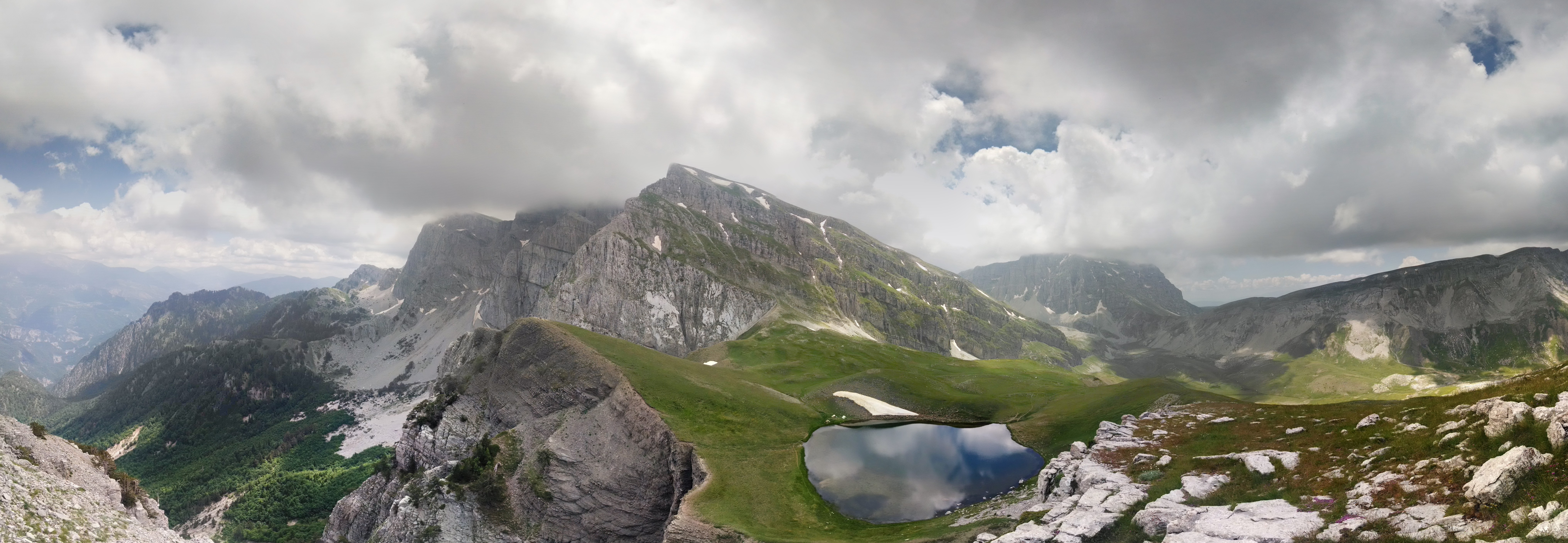
Panorámás kilátás a Timfi-hegységre. Bal oldalon a felhők által eltakart Gamila-csúcs látható, középen a Plószkosz és alatta a Drakolimni-tó, jobbra felhők alatt az Asztraka, a jobb szélen pedig a Lapatosz csúcsa fekszik. Az Asztraka és Lapatosz határán található a hegyi menedékház.

## Galéria

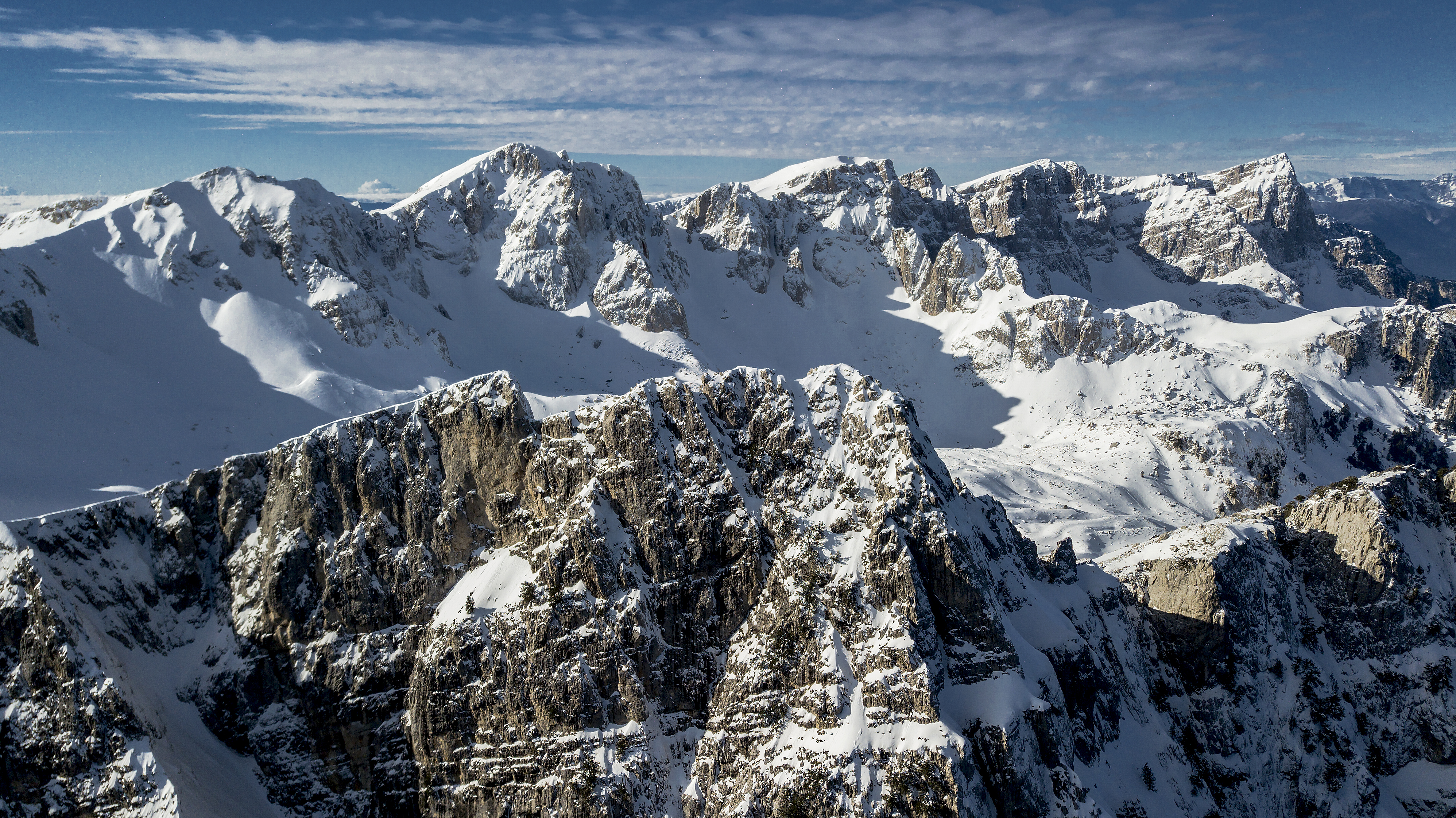
Légi felvétel a hófedte csúcsokról
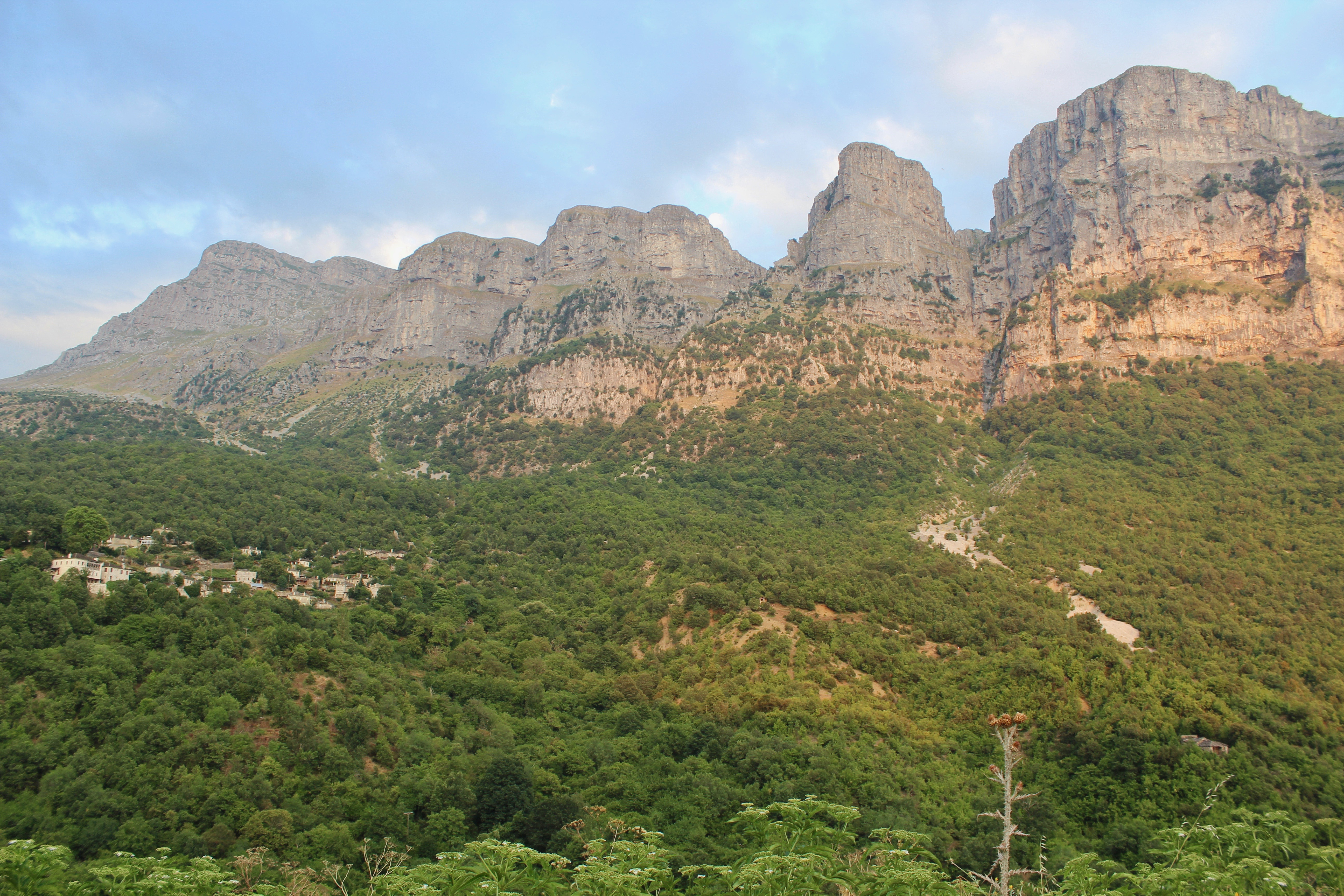
A hegység főgerince
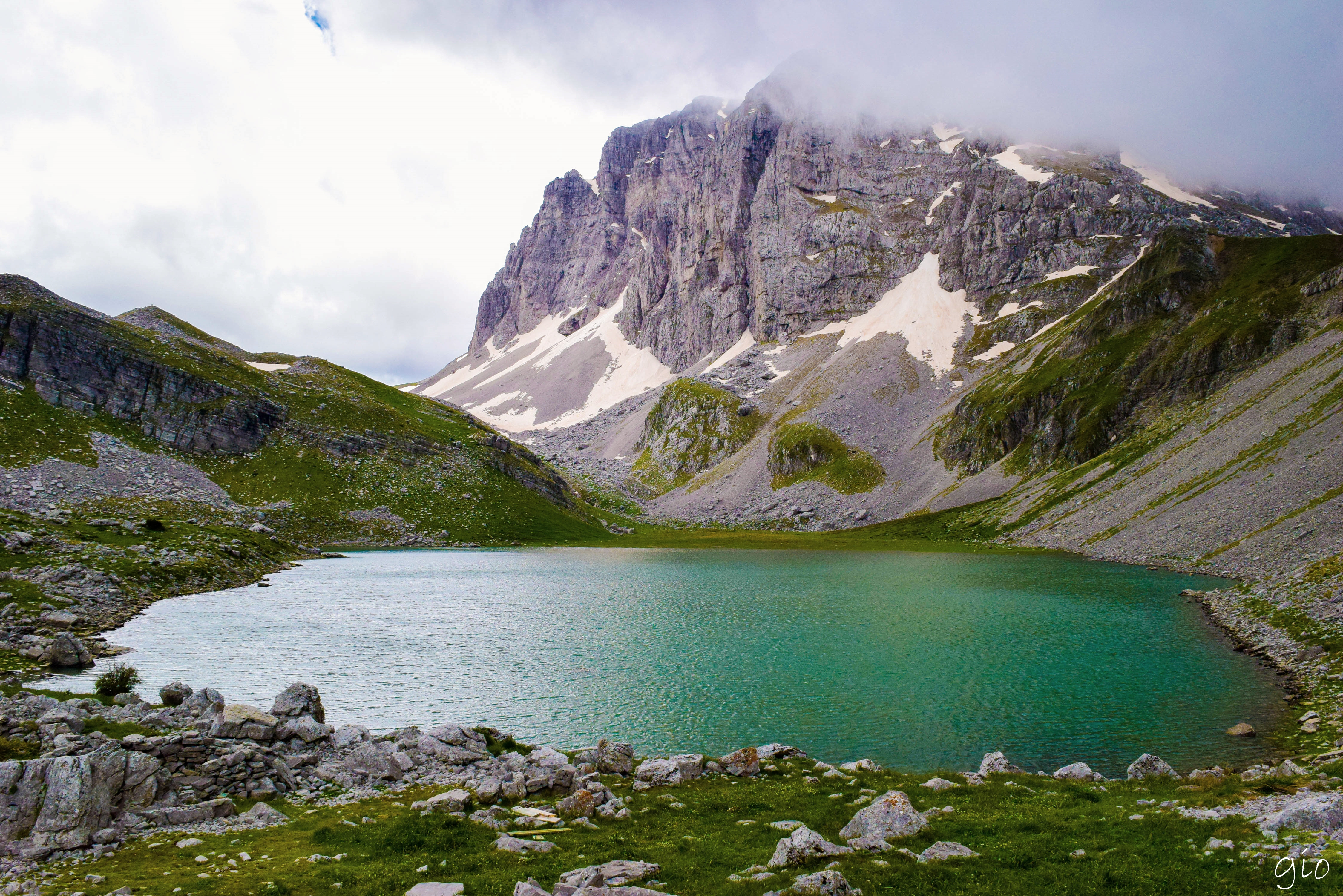
A Drakolimni-tó
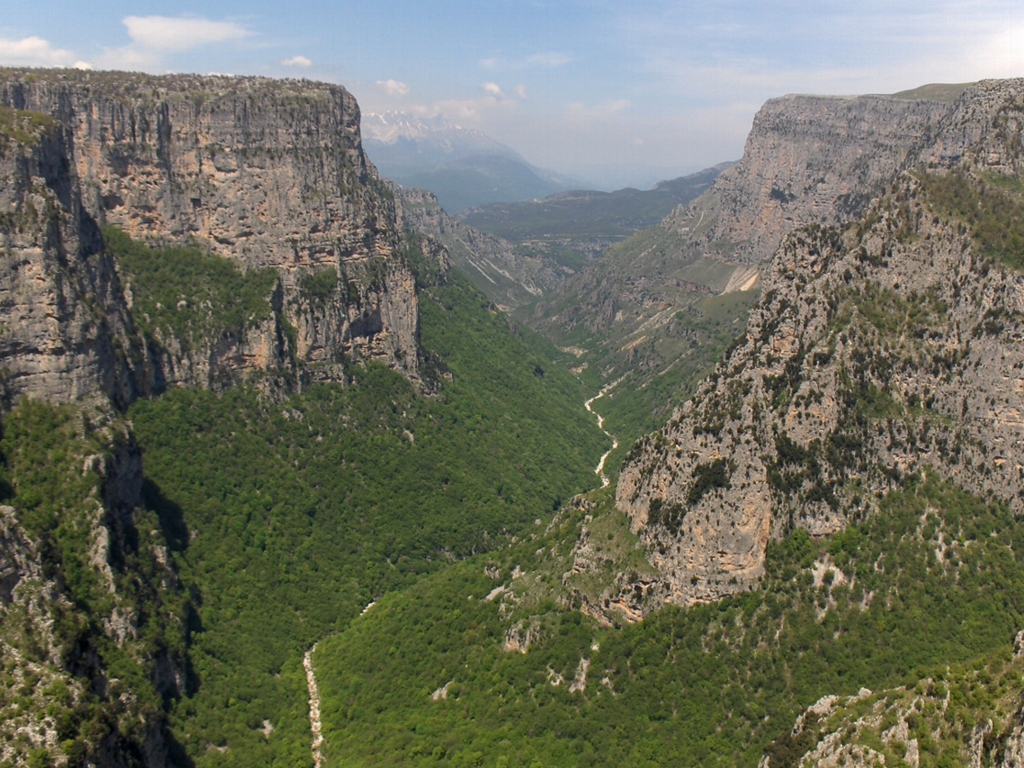
A Vikosz-szurdok
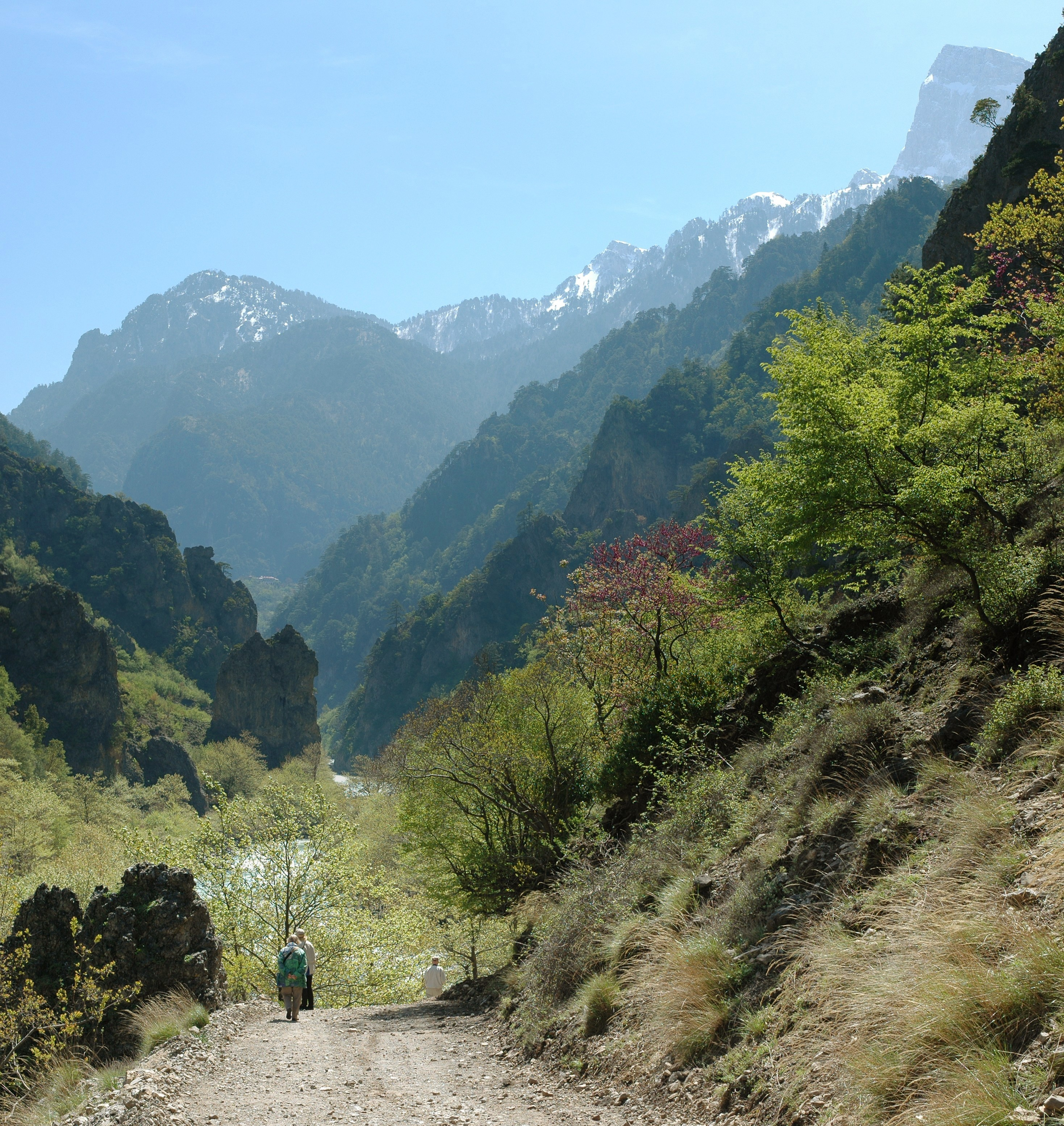
Az Aoósz völgye

## Fordítás
- Ez a szócikk részben vagy egészben  a   Tymfi című angol Wikipédia-szócikk ezen változatának fordításán alapul.  Az eredeti cikk szerkesztőit annak laptörténete sorolja fel. Ez a jelzés csupán a megfogalmazás eredetét és a szerzői jogokat jelzi, nem szolgál a cikkben szereplő információk forrásmegjelöléseként.